# Церква святого Володимира (Велика Березовиця)
Церква святого Володимира — культова споруда, діючий храм УГКЦ Великоберезовицького деканату Тернопільсько-Зборівської архієпархії УГКЦ у смт Велика Березовиця Тернопільського району Тернопільської області.

## Історія
Церква споруджена як храм дочірньої парафії церкви Вознесіння Господнього з ініціативи мешканців Великої Березовиці. 28 липня 1991 року було освячено місце під побудову храму. Освячення здійснив отець-мітрат Василій Семенюк. Першу літургію 2 липня 1992 року відправив отець М. Пастух біля хреста.
Відтак, у 1992 році було збудовано тимчасову каплицю, першу літургію у якій було відправлено 9 січня 1993 року.
9 січня 1993 року було розроблено проект церкви. Архітектор — Богдан Магол. Саме ж будівництво церкви розпочалося 27 серпня 1993 року. Головою оргкомітету був Богдан Тимчій. 1998 року було завершено будівництво церкви. Освячення храму здійснив єпископ Михаїл (Сабрига).
У 2007 році Василь Митрога здійснив розписи святилище храму. Відтак, у 2008 році було закінчено розпис решти церкви.
2008 року збудовано дзвіницю, яку 7 грудня 2008 року освятив Луцький екзарх, єпископ Йосафат Говера.
У 2009 році було закінчено спорудження проборства, у якому відтак мешкають парохи та сотрудники парафії.
Фундаторами та меценатами спорудження парафіяльних споруд були серед інших Онуфрій Головачук, Олег Інак, Леся Грабар, Марія Сінкевич, Єлизавета Гранда та інші.

## Парафіяльне життя
З січня 2004 року на парафії виходить газета «Володимирський дзвін». При парафії також діють товариства і братства:
- «Третій чин» (від 1997);
- Архибратство Марії Божої Неустанної Помочі (голова — Сковронська Ірина);
- осередок УМХ (від 2003);
- Марійська дружина (від травня 1999);
- спільнота «Матері в молитві» (діє з 2003).

### Статистика
У 2012 році на парафії відбулося 65 хрещень, 24 вінчання, 29 похоронів.

## Парохи
- від заснування парафії — о. Йосафат Говера.